# Seitajärvi
Seitajärvi (seita : lieu sacré sami ; järvi : lac) est un village situé dans la municipalité de Savukoski en Finlande.
Le lac Seitajärvi (fi) est situé dans le territoire du village.

## Histoire
En 1940, la communauté de Seitajärvi comprenait cinq fermes agricole et d'élevage de rennes.
Le 7 juillet 1944, le village subit une attaque dévastatrice (fi) de partisans soviétiques.
De nombreuses familles ont déménagé à Kittilä dans le nord-ouest de la Laponie et de nos jours, Seitajärvi n'a pas d'habitants permanents.

## Route de Seitajärvi
En 2010, la route de Seitajärvi a été classée parmi les routes historiques de Finlande par le Centre pour le développement économique, les transports et l'environnement du Pirkanmaa.